# Piet Kee

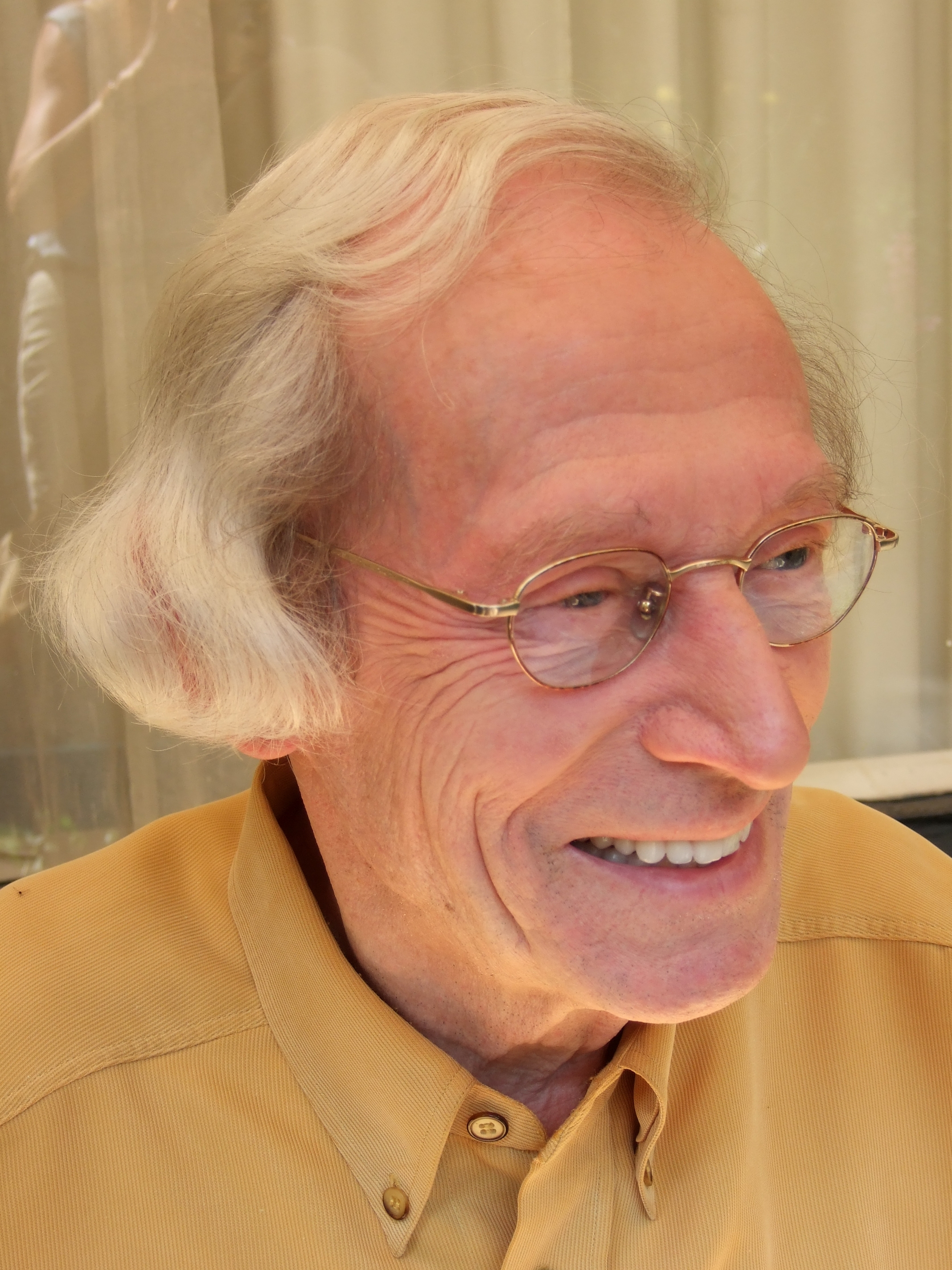
Kee in 2008

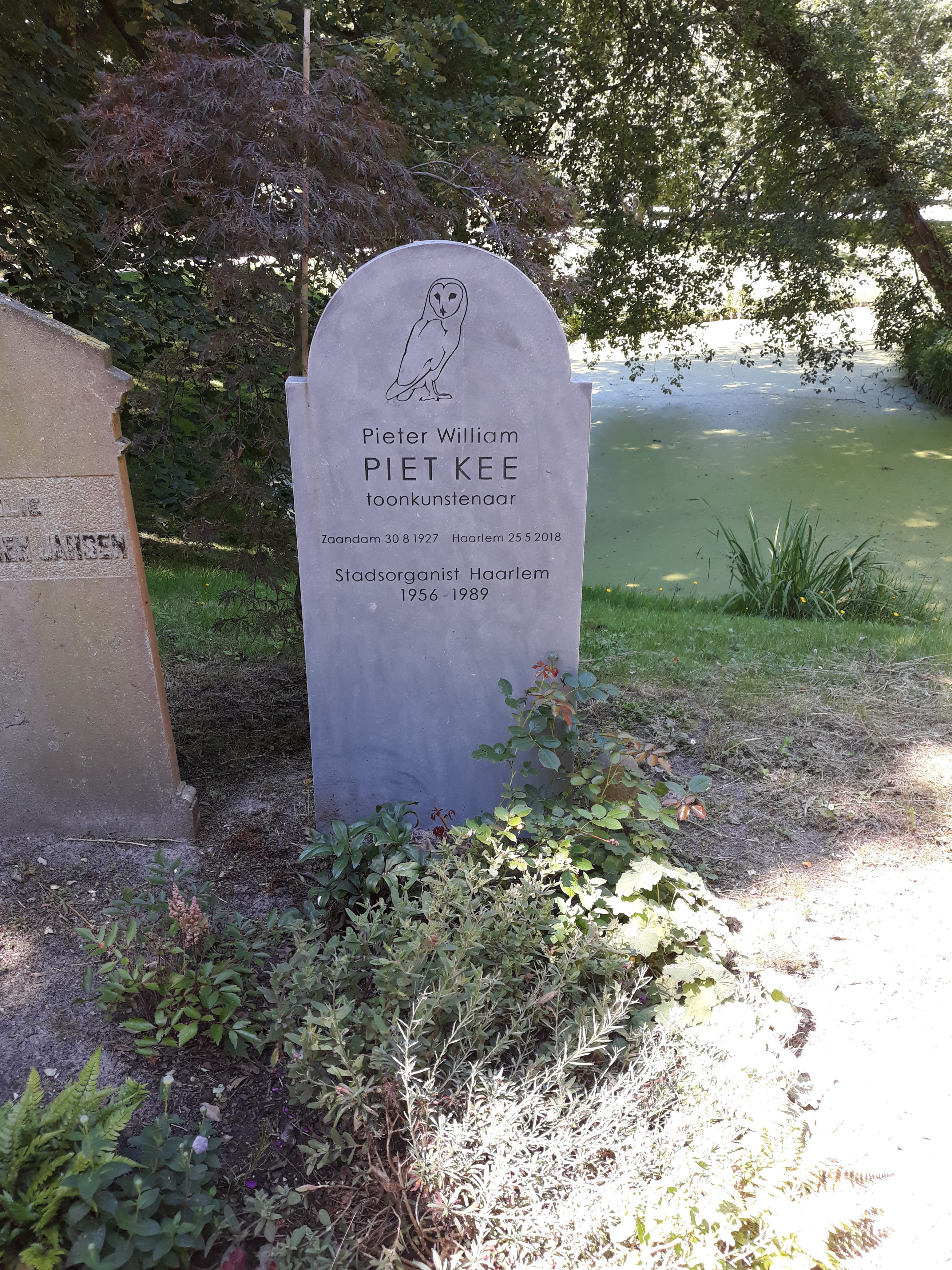
Het graf van Piet Kee op de Algemene Begraafplaats Kleverlaan te Haarlem.

Pieter William (Piet) Kee (Zaandam, 30 augustus 1927 – Haarlem, 25 mei 2018) was een Nederlands organist en componist. Hij was zoon van organist Cor Kee en gelegenheidszangeres Wilhelmina Sibbelina Spits.

## Levensloop
Hij studeerde bij zijn vader en later aan het Conservatorium van Amsterdam bij onder anderen Anthon van der Horst. Voor zijn orgelspel werd hij bekroond met de Prix d'Excellence. Daarnaast speelde hij piano, viool en klarinet. Hij nam ook enige tijd les bij Piet A. van Mever voor directie en instrumentatie.
In 1952 werd hij organist van de Grote of Sint-Laurenskerk in Alkmaar en bleef dit tot in 1986. Van 1956 tot 1989 was hij ook, samen met Albert de Klerk, als stadsorganist in Haarlem vaste bespeler van zowel het hoofdorgel van de Grote of Sint-Bavokerk in Haarlem van Christian Müller als het orgel van het Haarlemse Concertgebouw van Aristide Cavaillé-Coll.
In 1954 werd hij benoemd tot hoofdvakdocent orgel aan het Amsterdam Muzieklyceum. Tot zijn studenten behoorden David Adams, Henco de Berg (Bach), Harm Hoeve, Jan Jongepier, Ewald Kooiman, Jos van der Kooy, Jan Van Landeghem, Karl Maureen,  Wim de Ruiter, Masaaki Suzuki en Willem van Twillert.
Kee stond bekend om zijn grote vermogen tot improvisatie. Driemaal achter elkaar, in 1953, 1954 en 1955, won hij het Internationaal Improvisatieconcours voor Organisten te Haarlem, waarbij improvisatie een belangrijk onderdeel was. Daarnaast was hij jarenlang als docent verbonden aan de Internationale Zomeracademie voor Organisten, samen met het improvisatieconcours onderdeel van het Internationaal Orgelfestival Haarlem.
Hij gaf vaak concerten in binnen- en buitenland: door heel Europa, in Azië, Amerika en Australië. Hij nam ook deel aan het jureren van internationale orgelwedstrijden. In 1967 was hij jurylid voor het internationaal orgelconcours in Brugge, in het kader van het Festival Oude Muziek.
Hij schreef artikelen over getallensymboliek in ostinati in de barokmuziek van vooral Bach en Buxtehude. Ze werden in 1983-1986 gepubliceerd in het tijdschrift Het Orgel en werden in diverse talen vertaald.

## Eerbetoon
- 1960: Bach Medal van de Londense Harriet Cohen Stichting
- 1988: Fellowship honoris causa van het Royal College of Organists in Londen, tegelijkertijd met Olivier Messiaen.

## Persoonlijk leven
In augustus 1949 trouwde hij met zijn eerste vrouw, Freya Irma Lydia Lemaire. Samen kregen zij drie kinderen. Piet en Freya zijn later gescheiden. Daarna trouwde hij met Els Hendrikse, ambtenaar bij de gemeente Haarlem en tot haar pensioen organisator van het Internationaal Orgelfestival Haarlem.

## Composities (selectie)

### Orgel
- Triptiek op Psalm 86 (1960)
- Twee orgelstukken: Fantasia op "Wachet Auf" - Passion Choral (1962)
- Four Pieces for Manuals: Praeludium - Ciacona - Choral "Aus tiefer Not schrei ich zu dir" - Epilog (1966)
- Intrada voor twee orgels op "Erschienen ist der herrlich Tag"
- Gedenck-Clanck 76 - Ode aan Valerius gebaseerd op drie Nederlandse liederen (1976)
- Bios  - in seven bewegingen (1995)
- The Organ - op schilderijen van Pieter Saenredam (2000)
- Cervus (Psalm 42) - voor orgel en harmonium (2006)
- Seventy Chords for Ewald - gepubliceerd in "Essays in Honor of Ewald Kooiman" (2008)
- Voluntary' (2009)

### Orgel met andere instrumenten
- Music and Space - voor twee orgels, drie trompetten en twee trombones (1969)
- Confrontation - voor kerkorgel en drie straatorgels (1979)
- Network - voor groot en klein orgel, altsaxofoon en soprano blokfluit (1996)
- Festival Spirit - voor groot orgel en vier orgelpositieven, voor uitvoering door de leden van de jury van de St. Albans International Organ Festival competition, UK (2001)
- Bios II - voor viool, orgel en percussie (2002)
- Haarlem Concerto - voor orgel en orkest (2005)
- Performance - for altsaxofoon en orgel (2009)

### Andere composities
- The World - klein oratorium op tekst van Henry Vaughan, voor gemengd koor, vier solisten en continuo (1999)
- Heaven - fantasie op tekst van George Herbert voor gemengd koor en twee echo sopranos (2000)
- Frans Hals Suite voor beiaard : Luidstuk (Ringing Piece) - Sarabande voor Judith Leyster - Frans Hals Toccata (1990)
- Daaaee  voor beiaard (1999)
- Flight - voor fluitsolo (1992)
- Opstreek (Up-bow) - voor viool en piano (1997)
- Winds - voor kwintet van houtblazers (2000)

## Discografie
Kee maakte onder andere voor het Britse platenlabel Chandos verschillende opnamen van historische orgels in Nederland, Duitsland, Denemarken en Spanje. Hij nam voor dit label bijvoorbeeld orgelwerken van César Franck op.
- Bibliothèque nationale de France: cb14031604m (data)
- Gemeinsame Normdatei: 124028713
- International Standard Name Identifier: 0000 0003 8316 0300
- Library of Congress Control Number: no90027301
- MusicBrainz: 2c711060-9423-4832-9d9f-3a66baa2e97b
- Nationale Bibliotheek van Tsjechië: pna2008456547
- Nationale Bibliotheek van Israël: 987007350670605171
- Nederlandse Thesaurus van Auteursnamen: 069620326
- Virtual International Authority File: 268774386
- WorldCat: E39PBJfRBq9f6wMcpk4tkvVV4q